# Велька-Нешавка
Велька-Нешавка (пол. Wielka Nieszawka) — деревня в северной Польше, административный центр одноимённой гмины Торуньского повета Куявско-Поморского воеводства. Расположена в 20 км южнее Торуня на берегу Вислы.

## История
Первые упоминания о поселении относятся к 1230 году, когда в эти земли прибыли рыцари Тевтонского ордена. В XIII веке здесь была построена:
- Деревянно-земляная крепость
- Позднее — кирпичный замок (сохранились руины)

В XVI—XVII веках регион стал местом переселения голландских протестантов (олендров), которые:
- Провели масштабные мелиоративные работы
- Создали систему каналов в пойме Вислы
- Построили характерные деревянные дома

## Современность
По данным 2011 года население составляет 990 человек. Деревня занимает третье место по численности населения в гмине.

### Административный статус
- 1975—1998 гг. — в составе Торуньского воеводства
- С 1999 года — в Куявско-Поморском воеводстве

## Достопримечательности
- Руины тевтонского замка XIII века
- Историческая система мелиоративных каналов
- Традиционная олендрская архитектура